# Radio Ga Ga
"Radio Ga Ga" és una cançó del grup britànic de rock Queen del 1984, escrita pel seu bateria Roger Taylor. Es va llançar com a senzill juntament amb "I Go Crazy" de Brian May a la cara B original (3:42), i estava inclosa en l'àlbum The Works. La cançó també està inclosa en els àlbums recopilatoris del grup Greatest Hits II i Classic Queen.
El senzill fou un èxit mundial, arribant al número 1 en 19 països, al número 2 a la UK Singles Chart, i al número 16 a la Billboard Hot 100 als Estats Units. El grup va tocar la cançó en tots els concerts entre 1984 fins al seu últim concert amb Freddie Mercury el 1986, amb l'actuació més notable sent la de Live Aid l'any 1985.
La cançó comentava com la televisió sobrepassà la ràdio en popularitat i com la gent escoltava la ràdio per escoltar els seus programes preferits. També explicava l'advent dels videoclips i MTV, que competia amb la ràdio com a mitjà per promoure cançons. La cançó referencia dos esdeveniments radiofònics importants del segle xx; la narració d'Orson Welles de 1983 de La guerra dels mons ("through wars of worlds/invaded by Mars") i el discurs de Winston Churchill del 18 de juny de 1940 "This was their finest hour" ("You've yet to have your finest hour").

## Videoclip
El vídeo musical de David Mallet per a la cançó presenta escenes de la pel·lícula de ciència-ficció expressionista alemanya de Fritz Lang el 1927 Metropolis  i es va rodar a Carlton TV Studios i Shepperton Studios, Londres, el novembre de 1983.

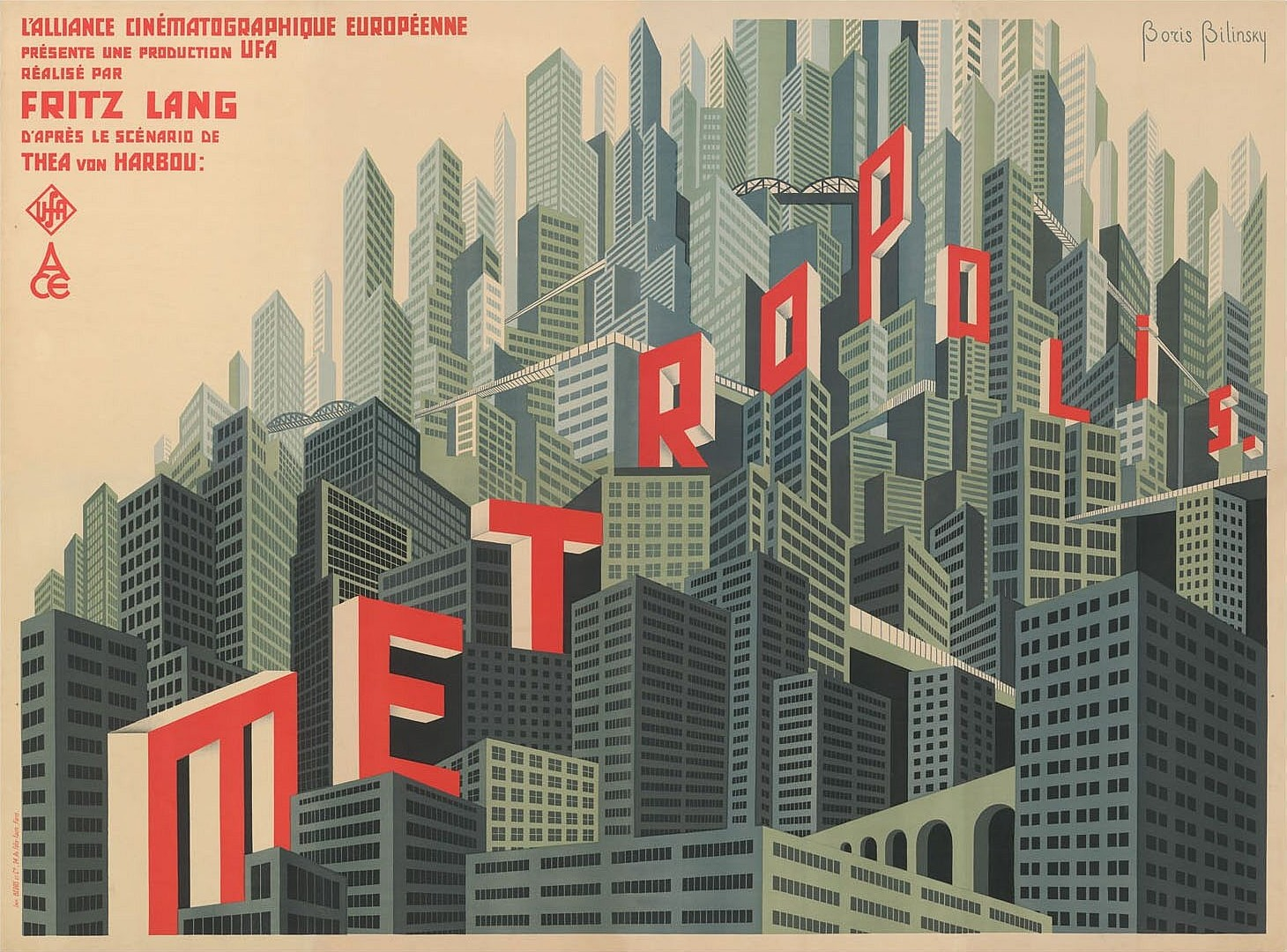
Cartell publicitari del film Metropolis, 1927.

Presenta la banda en un cotxe. Sobrevolant la ciutat del títol i després interpretant la cançó davant de la classe treballadora de la ciutat, es va intercalar amb una família al seu menjador escoltant la ràdio mentre duia màscares de gas. La cançó en solitari de Freddie Mercury " Love Kills " es va fer servir en la versió restaurada de Giorgio Moroder de la pel·lícula i a canvi de Queen, se’ls va concedir els drets d'utilitzar material en aquesta sessió al seu vídeo "Radio Ga Ga".
Tanmateix, Queen va haver de comprar els drets d'interpretació de la pel·lícula al govern comunista d'Alemanya Oriental, que aleshores era el titular dels drets d'autor.  Al final del vídeo musical, apareixen les paraules "Gràcies a Metròpolis". El vídeo també inclou vídeos de anteriors vídeos promocionals Queen.